# Arteria marginal del colon
En anatomía humana, la arteria marginal del colon, también conocida como arteria marginal de Drummond o arteria de Drummond (en honor a Sir David Drummond (1852-1932), un médico inglés), es una arteria que anastomosa (conecta) la arteria mesentérica inferior con la arteria mesentérica superior. Esta arteria está casi siempre presente, aunque en ocasiones está ausente; su ausencia debe considerarse una variación anatómica.

## Trayecto
Discurre por el mesenterio cerca del intestino como parte de la arcada vascular que conecta ambas mesentéricas. Dicha arcada es un circuito formado por la arteria cólica derecha —rama de la mesentérica superior—, que cuando está ausente es suplida por la rama cólica de la arteria ileocólica, por la cólica media —rama también de la mesentérica superior— y por la cólica izquierda —rama de la mesentérica inferior—.

## Relevancia clínica
Junto con las ramas de las arterias ilíacas internas, es lo suficientemente grande como para suministrar sangre oxigenada a toda la zona del intestino grueso cubierta por la arteria mesentérica inferior, y es la razón por la que en la reparación del aneurisma de aorta abdominal la arteria mesentérica inferior no tenga que ser reimplantada (re-unida) a la aorta abdominal reparada.
El arco de Riolano (arcada de Riolano, anastomosis de Haller), también conocido como la arteria mesentérica sinuosa o serpenteante, es otra arcada vascular que puede estar presente en el mesenterio cólico y que conecta la porción proximal de la arteria cólica media con una rama de la arteria cólica izquierda. Esta arteria puede encontrarse baja en el mesenterio, cerca de la raíz. Es una anastomosis pobre y está relacionada con la colitis isquémica.